# Bajoni földvár
Biharnagybajom földvárát egykor a Bajoni család tagjai építették. A vár építését Bajoni Ferenc apjának: Bajoni Benedeknek tulajdonítják, aki állítólag a Dózsa lázadáskor tanúsított vitézségéért szerezte az engedélyt a vár építésére Zápolya Jánostól. Azonban hogy - mivel a nyomok szerint itt egymás közelében öt vár is állt, helyük még az 1800-as évek végén is felismerhető volt - melyik is lehetett a Bajoni Benedek által épített vár, arra csak következtetni lehet Valószínű az úgynevezett Középvár, amelynek maradványai a legszembetűnőbben látszottak még a az 1800-as évek vége felé is.
Ez a vár nagyjából 200 négyzetöl területű és négyszegletű épület volt. E középvártól keletre, délre, nyugatra és északra ekkoriban még nagyobb kiterjedésű várak nyomai látszottak, külön sánccal egymástól elválasztva.
A vár 1514-ben elpusztult, de 1527-ben már ismét fennállt. Bajoni Ferenc halála után ennek fia Bajoni János lett a vár és a városhoz tartozó uradalom birtokosa. Bajoni János volt az, aki sógorának, Zrínyi Miklósnak a segítségére sietett Szigetvárnál (Zrinyi Miklós felesége Bajoni Zsófia volt) 1566. szeptember 7-én és ott elesett. Bajoni János Bajon városának és várának fiú ágon utolsó ura volt, vele együtt ez az ág kihalt. Zápolya János a várat és az abban levő családi levéltárat is magához vette, s a várba Csukath Pétert tette meg tiszttartónak.
1566-ban Csukath Péter, Szapolyai egyik vezére lett a vár parancsnoka és később tulajdonosa 1592-ig. 1592-ben Csukath Péter a Bajoni várból Belényesbe ment, ahol a Báthory Zsigmond elől menekülő Gálfi Jánost elfogta. 1594-ben ugyancsak ő fogta el a fejedelem parancsára Báthory Boldizsárt, Kendi Sándort és Bornemissza Jánost is, "kik megölettek". Majd az erdélyi fejedelmek kapitányainak (köztük Nagy Andrásnak - aki 1606-tól kilenc évig volt a Bajoni vár ura, Lónyai Farkasnak is a birtokába került. Azután Petneházy István zarándi főispáné, majd feleségéé Király Annáé. A vár a várossal együtt később a Kismarjai Iurisdictióhoz csatoltatott, Communitas-szá változott, ez által Bajon elvesztette vérbíróságát, melyet 1412-ben Böszörményben Zsigmond király ajándékozott a Bajoni családnak és Nagybajomnak.
A várat a 18. század elején az osztrák hadak pusztították el, miután gazdátlanul maradt a Bajoni család kihaltával.